# Międzynarodowa Rada Unitarian i Uniwersalistów
Międzynarodowa Rada Unitarian i Uniwersalistów (w oryginale: International Council of Unitarian and Uniwersalists, w skrócie ICUU) – organizacja zrzeszająca ponad 200 000 Unitarian, Uniwersalistów i Unitarian Uniwersalistów z całego świata. Powołana została podczas konwencji w dniach 23-26 marca 1995 roku.

## Członkowie

### Pełne członkostwo
- Australia and New Zealand Unitarian Association (ANZUA)
- Canadian Unitarian Council
- Deutsche Unitarier Religionsgemeinschaft, Germany
- European Unitarian Universalists
- First Unitarian Church of Nigeria
- General Assembly of Unitarian and Free Christian Churches, Wielka Brytania i Irlandia
- Ijo Isokan Gbogbo Eda (Unitarian Brotherhood Church), Nigeria
- Khasi Unitarian Union, Indie
- Kościół Unitariański w Polsce (Unitarian Church in Poland)
- Nabozenska spolecnost ceskych unitaru (Religious Society of Czech Unitarians)
- The Unitarian Christian Church of Madras, India
- The Unitarian Church in Hungary
- The Unitarian Church of Romania (Siedmiogród)
- Unitarian Church of South Africa
- Unitarian Universalist Association, USA
- Unitarian Universalist Association of Sri Lanka
- Unitarian Universalist Church of the Philippines
- Unitarian Universalists of Russia
- Unitarian Universalist Society of Finland
- Unitarian Universalist Society of Spain
- Unitarians and Universalists, Pakistan
- Unitarisk Kirkesamfund, Dania

### Tymczasowe członkostwo
- Indonesia Global Church of God

### Powstające grupy
- Burundi
- Kongo
- Association Fraternelle des Chrétiens Unitariens de France
- Włoscy Unitarianie. italianunitarian.christian.net. [zarchiwizowane z tego adresu (2005-04-11)].
- Litwa

### Stowarzyszenia
- Ulster Christian Unitarian Fellowship
- Unitarian Universalist United Nations Office (UU-UNO)
- Norwescy Unitarianie (Unitarforbundet Bét Dávid)

### Grupy unitariańskie z którymi nawiązany jest kontakt, ale nie są członkami ICUU
- Peace and Harmony Center - Argentyna
- Berlin Unitarian Church - Niemcy
- Brazylijscy /Unitarianie
- Boliwijscy Unitarianie
- Kostarykańscy Unitarianie
- Chorwacja (sekcja UU wspólnoty Humanitas)
- Kościół Unitarian Uniwersalistów na Kubie
- Związek Religijny Unitaarian Uniwersalistów na Kubie
- Kościół Islandii
- Kościół Chrześcijański Doojin (Japonia)
- Wspólnota Wolnych Unitarian, Frankfurt nad Menem (Niemcy)
- Kenyan Unitarians (Kenijscy Unitarianie)
- Eglise Unitarienne de France
- Wspólnota Poszukiwaczy Duchowości -- Hongkong (Chiny)
- Unitarianie Uniwersaliści Meksyku, AC
- Unitarian Service Committee of Mexico
- Wspólnota UU na Puerto Rico

## Zasady i Cele
Preambuła Konstytucji Międzynarodowej Rady Unitarian i Uniwersalistów:
My, grupy należące do Międzynarodowej Rady Unitarian i Uniwersalistów stwierdzamy, że wierzenia naszej wspólnoty religijnej opierają się na:
- wolności sumienia i myśli w kwestii wiary,
- wrodzonych wartościach i godności każdej osoby,
- sprawiedliwości i współczuciu w relacjach międzyludzkich,
- odpowiedzialności i zaufaniu w relacjach międzyludzkich,
- oddaniu demokratycznym zasadom,

deklarujemy, że naszym celem jest:
- chronić Bezgraniczny Duch Życia (?) (Infinity Spirit of Life) i ludzką wspólnotę by umacniać wiarę Unitarian i Uniwersalistów na całym świecie,
- stwierdzać różnorodność i bogactwo żywych tradycji,
- ułatwiać wzajemne wsparcie poszczególnych członków organizacji,
- promować nasze ideały i zasady na całym świecie,
- promowanie modelu liberalnej religii przy warunku przestrzegania wspólnych wartości.